# Helsingfors Skridskoklubb

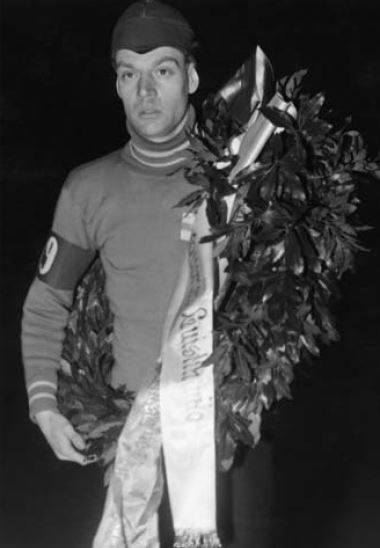
Birger Wasenius (1939)

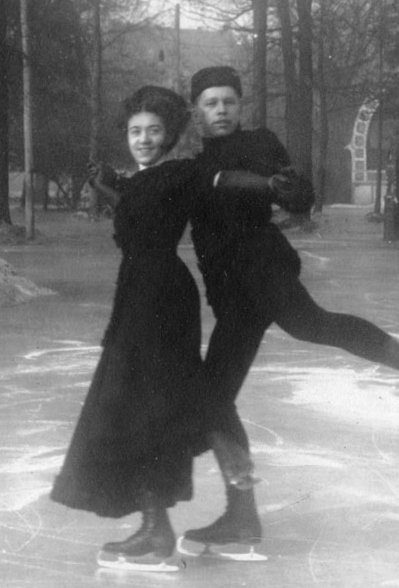
Ludowika und Walter Jakobsson

Helsingfors Skridskoklubb (schwedisch, deutsch „Helsingfors Schlittschuhklub“) oder Helsingin Luistinklubi (finnisch, „Helsinkis Schlittschuhklub“), abgekürzt HSK, ist ein 1875 gegründeter Eiskunstlaufverein in Helsingfors (finnisch Helsinki). Es ist Finnlands ältester Eiskunstlaufverein und der zweitälteste aktive Sportverein des Landes. Die 1949 aufgelöste Eishockeyabteilung gewann 1933 und 1934 die finnische Meisterschaft. Darüber hinaus gab es eine Abteilung für Eisschnelllauf, die den mehrfachen Medaillengewinner Birger Wasenius hervorbrachte.

## Name und Geschichte
Helsingfors Skridskoklubb ist ein offiziell zweisprachiger Verein, der auch auf Finnisch gewöhnlich mit dem schwedischen Namen bezeichnet wird. Die einzige gebräuchliche Abkürzung ist schwedisch HSK. Der Verein gründete sich 1875 nach Anregung des Amerikaners Jackson Haines, damals zu Besuch im Land war. Damals war Finnland noch ein Großfürstentum und Teil des Russischen Reiches.
In der ersten Saison des HSK gehörten dem Verein 164 Männer und 80 Frauen an, darunter überwiegend Finnlandschweden.

## Eiskunstlaufen
Nadja Franck, John Catani und Rudolf Sundgren waren als Vertreter des HSK die ersten Finnen, die an internationalen Eiskunstlaufmeisterschaften teilgenommen haben. Der HSK knüpfte auch anderweitig internationale Beziehungen und war Mitglied in der damaligen internationalen Eiskunstlaufvereinigung. Später wurde die Mitgliedschaft der im Jahre 1908 gegründeten finnischen Eislaufvereinigung übergeben.
Die erfolgreichsten Eisläufer des HSK sind die Paarläufer Walter Jakobsson und seine gebürtig deutsche Frau Ludowika (geb. Eilers). Bei den Weltmeisterschaften haben sie 1910, 1912, 1913 und 1922 die Silbermedaille und 1911, 1914 und 1923 die Goldmedaille erkämpft. Dazu haben sie bei den Olympischen Spielen 1920 Gold und 1924 Silber gewonnen.
Heute erteilt der Verein Unterricht in Einzellaufen, Eistanzen und Synchroneiskunstlaufen. Vielleicht die bekanntesten Eisläufer des HSK sind heutzutage Susanna Rahkamo und Petri Kokko, die im Eistanz bei den Europameisterschaften 1993 den dritten und 1995 den ersten Platz erlangen konnten und bei den Weltmeisterschaften 1994 den dritten und 1995 den zweiten Platz belegt haben.

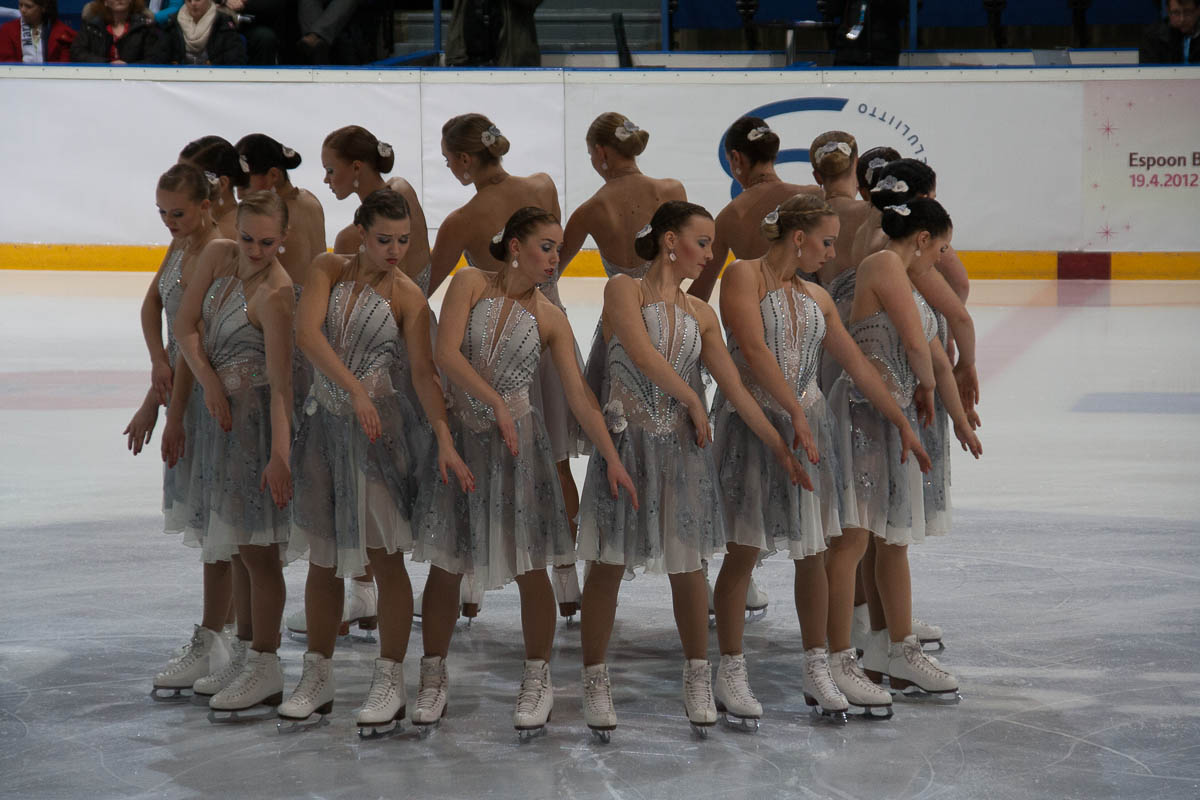
Team Unique (2012)

Eine andere erfolgreiche Disziplin in diesem Verein ist das Synchroneiskunstlaufen – die Juniormannschaft Team Mystique und die Seniormannschaft Team Unique gehören zur finnischen Spitze. Team Mystique hat zweimal den zweiten Platz bei den inoffiziellen Juniorenweltmeisterschaften, dem World Challenge Cup, belegt. Team Unique stand bei den Weltmeisterschaften 2002 an der sechsten Stelle, 2003 wurde sie Vierte, 2007 belegte sie den fünften Platz und 2009 gewann sie Silber.

## Eishockey
Die Eishockeymannschaft des Vereins gewann 1933 und 1934 die finnische Meisterschaft und belegte 1935 den dritten Platz in der SM-sarja. Zwischen 1933 und 1936 und noch einmal von 1938 bis zur Auflösung der Abteilung 1949 spielte die Mannschaft in der höchsten Liga Finnlands.